# Sterling Brown
Sterling Damarco Brown (Maywood, Illinois, 10 de febrero de 1995) es un baloncestista estadounidense que pertenece a la plantilla del KK Partizan de la ABA Liga y Euroliga. Con 1,96 metros de estatura, juega en la posición de escolta. Es hermano del exjugador profesional Shannon Brown.

## Trayectoria deportiva

### Primeros años
Jugó durante su etapa de secundaria en el Proviso East High School de su ciudad natal, a las órdenes del entrenador Donnie Boyce, donde en su temporada sénior promedió 13,4 puntos y 10,9 rebotes por partido, siendo finalista al premio Mr. Basketball.

### Universidad
Jugó cuatro temporadas con los Mustangs de la Universidad Metodista del Sur, en las que promedió 8,2 puntos, 4,8 rebotes, 2,2 asistencias y 1,0 robos de balón por partido. En 2017 fue incluido en el segundo mejor quinteto de la American Athletic Conference.

#### Estadísticas
| Año     | Equipo | PJ  | PT  | MPP  | %TC  | %3P  | %TL  | RPP | APP | ROB | TPP | PPP  |
| ------- | ------ | --- | --- | ---- | ---- | ---- | ---- | --- | --- | --- | --- | ---- |
| 2013–14 | SMU    | 37  | 26  | 19.4 | .469 | .362 | .571 | 3.8 | 1.1 | .7  | .3  | 4.4  |
| 2014–15 | SMU    | 34  | 18  | 23.9 | .525 | .444 | .784 | 4.6 | 2.1 | .9  | .2  | 5.2  |
| 2015–16 | SMU    | 30  | 29  | 27.2 | .602 | .236 | .857 | 4.4 | 2.6 | 1.1 | .4  | 10.1 |
| 2016–17 | SMU    | 35  | 34  | 32.7 | .459 | .449 | .791 | 6.5 | 3.0 | 1.5 | .5  | 13.4 |
| Total   | Total  | 136 | 107 | 25.7 | .504 | .451 | .770 | 4.8 | 2.2 | 1.0 | .4  | 8.2  |

### Profesional

#### NBA

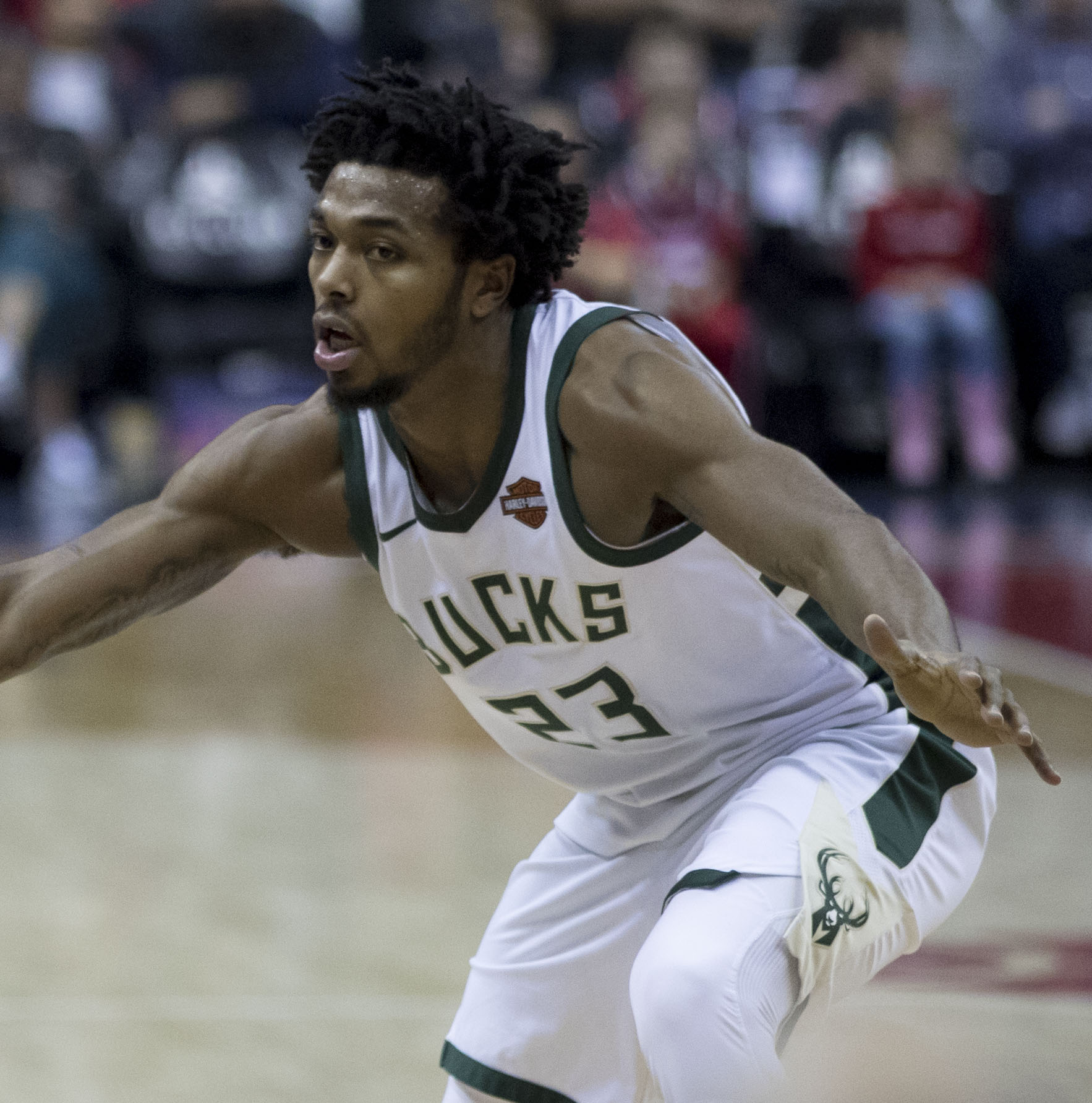
Brown con los Bucks en 2018.

Fue elegido en la cuadragésimo sexta posición del Draft de la NBA de 2017 por los Philadelphia 76ers, pero dos semanas después sus derechos fueron traspasados a Milwaukee Bucks. Debutó el 20 de octubre en un partido ante Cleveland Cavaliers en el que anotó 3 puntos.
Después de tres años en Milwaukee, el 22 de noviembre de 2020, firma con Houston Rockets.
El 10 de agosto de 2021 firmó contrato con los Dallas Mavericks.
Tras un temporada en Dallas, el 15 de junio de 2022 es traspasado a Houston Rockets junto a Boban Marjanović, Trey Burke y Marquese Chriss, a cambio de Christian Wood. Pero el 30 de septiembre vuelve a ser traspasado junto a David Nwaba, Trey Burke y Marquese Chriss a Oklahoma City Thunder, a cambio de Derrick Favors, Ty Jerome, Moe Harkless y Theo Maledon. El 2 de octubre los Thunder deciden cortarlo del equipo. El 17 de diciembre firma con los Raptors 905 de la NBA G League.
El 6 de enero de 2023 firma un contrato de 10 días con Los Angeles Lakers.

#### Europa
En agosto de 2023 se marcha a Europa y firma con el ALBA Berlín de la BBL alemana.
El 20 de agosto de 2024 se unió al KK Partizan serbio de la ABA Liga. Acabó la temporada siendo incluido en el Quinteto Ideal de la ABA Liga.

## Estadísticas de su carrera en la NBA

### Temporada regular
| Año     | Equipo    | PJ  | PT | MPP  | %TC  | %3P  | %TL  | RPP | APP | ROB | TPP | PPP |
| ------- | --------- | --- | -- | ---- | ---- | ---- | ---- | --- | --- | --- | --- | --- |
| 2017-18 | Milwaukee | 54  | 4  | 14.4 | .400 | .352 | .875 | 2.6 | .5  | .6  | .2  | 4.0 |
| 2018-19 | Milwaukee | 58  | 7  | 17.8 | .465 | .361 | .690 | 3.2 | 1.4 | .4  | .1  | 6.4 |
| 2019-20 | Milwaukee | 52  | 1  | 14.8 | .371 | .324 | .800 | 3.5 | 1.0 | .6  | .1  | 5.1 |
| 2020-21 | Houston   | 51  | 14 | 24.1 | .448 | .423 | .806 | 4.4 | 1.4 | .8  | .2  | 8.2 |
| 2021-22 | Dallas    | 49  | 3  | 12.8 | .381 | .304 | .933 | 3.0 | .7  | .3  | .1  | 3.3 |
| Total   | Total     | 264 | 29 | 16.8 | .420 | .364 | .796 | 3.3 | 1.0 | .5  | .2  | 5.4 |

### Playoffs
| Año   | Equipo    | PJ | PT | MPP  | %TC  | %3P  | %TL  | RPP | APP | ROB | TPP | PPP |
| ----- | --------- | -- | -- | ---- | ---- | ---- | ---- | --- | --- | --- | --- | --- |
| 2018  | Milwaukee | 3  | 0  | 4.3  | .600 | .333 | –    | .7  | .0  | .3  | .0  | 2.3 |
| 2019  | Milwaukee | 11 | 5  | 14.7 | .395 | .333 | .727 | 2.7 | 1.7 | .5  | .3  | 4.1 |
| 2020  | Milwaukee | 1  | 0  | 4.0  | .000 | .000 | –    | 1.0 | .0  | .0  | .0  | .0  |
| 2022  | Dallas    | 9  | 0  | 2.9  | .300 | .000 | .714 | .9  | .3  | .4  | .2  | 1.2 |
| Total | Total     | 24 | 5  | 8.5  | .389 | .276 | .722 | 1.7 | .9  | .5  | .2  | 2.6 |